# Oaristes impicta
Oaristes impicta är en insektsart som beskrevs av Rauno E. Linnavuori 1973. Oaristes impicta ingår i släktet Oaristes och familjen sporrstritar. Inga underarter finns listade i Catalogue of Life.